# Palais de Tokyo
Il Palais de Tokyo è un palazzo destinato all'arte contemporanea (nome d'origine: "Palais des Musées d'art moderne"), ubicato al numero 13 di avenue du Président-Wilson nel XVI arrondissement di Parigi.
L'ala orientale del palazzo è proprietà del Comune di Parigi e ospita dal 1961 il Musée d’Art Moderne de la ville de Paris, l'ala occidentale, proprietà dello Stato, ospita dal 2002 un centro d'arte contemporanea il Palais de Tokyo/Site de création contemporaine.
Il palais de Tokyo dà verso la Senna sull'avenue de New-York.
Il palazzo fu costruito per l'Esposizione internazionale del 1937.
Dal punto di vista architettonico sembra essere nato del pathos del linguaggio propagandistico: le smisurate proporzioni ricordano i simboli in pietra del fascismo o del comunismo, tuttavia gli alti colonnati conferiscono all'edificio una certa leggerezza. Due ali costruite lungo un pendio scosceso circondano la terrazza interna, aperta sulla Senna, con bronzi di Bourdelle.
L'École de Paris, più un'associazione di artisti che un movimento artistico, costituisce il fulcro della collezione.
Il centro d'arte contemporanea è stato creato nel 2000 da Nicolas Bourriaud e Jérôme Sans che lo hanno diretto fino al 2006.